# Phare des Abrolhos
Le Phare des Abrolhos (en portugais : Farol de Abrolhos)  est un phare situé sur l'île Santa Barbara de l'archipel des Abrolhos, dans l'État de Bahia - (Brésil).
Ce phare est la propriété de la Marine brésilienne et il est géré par le Centro de Sinalização Náutica e Reparos Almirante Moraes Rego (CAMR) au sein de la Direction de l'Hydrographie et de la Navigation (DHN).

## Histoire
Le phare est situé au sommet de la plus grande île de l'archipel des Abrolhos qui fait partie du Parc national marin des Abrolhos.
C'est une tour cylindrique en fonte, avec une double galerie, de 22 m de haut, peint avec des rayures horizontales étroites blanches et noires. Cette tour a été préfabriquée en France. Le phare est équipé d'une lentille de Fresnel meso-radiante fournie par l'entreprise française Barbier, Bénard et Turenne (BBT).
Il émet, à une hauteur focale de 60 m, un éclat blanc toutes les six secondes avec une portée maximale de 51 milles marins (environ 94 km), comme le phare de l'île Rasa, le phare maritime le plus puissant au monde, dépassé maintenant à la portée du phare de Tetouan (Aérodrome de Tétouan - Sania R'mel) au Maroc, avec une portée de 54 milles nautiques.
Il est aussi équipé d'un radar Racon émettant la lettre Q en alphabet morse et d'une station DGPS.
Identifiant : ARLHS : BRA001 ; BR1848 - Amirauté : G0306 - NGA :18200.

## Caractéristique dufeu maritime
- Fréquence sur 6 secondes :
  - Lumière : 0.5 seconde
  - Obscurité : 5.5 secondes

|          |
| Le phare |

|                   |
| Île Santa Barbara |

### Lien connexe
- Liste des phares du Brésil